# Маліда
Маліда (урду چُوری / гінді चूरी) — традиційна солодка випічка афганської, індійської та пакистанської кухні. Готується з залишків парату або роту, обсипається, грубо розтирається та перемішується, обсмажується з гхі, цукром, сухофруктами та горіхами. Найпопулярніша в північному регіоні Індії та Пакистані. 
Малідою годують малих дітей у зимовий сезон через уявлення, що топлене масло зігріває тіло та захищає від застуди. Також використовується як традиційна страва деяких мусульман в останню середу ісламського місяця Сафар. Цей солодкий розсипний десерт у стилі панджабі також популярний спосіб використати залишки Парат / Ротіс.

## Етимологія
«Хурі» походить від слова «Хур» (چُور), що означає шматочки.

## Рецепт

### Інгредієнти
- Освітлене масло (топлене масло) (півсклянки).
- Пшеничне борошно (півтори склянки) або Роті / Прата.
- Цукор (півсклянки)

### Спосіб
- У каструлі з важким дном нагрійте топлене масло.
- Додайте пшеничне борошно та обсмажуйте його на повільному вогні, допоки воно не стане золотисто-коричневого кольору, або можна використовувати Парату / Роті, нагріваючи його на середньому вогні.
- Вимкніть вогонь і дайте пшеничному борошну повністю охолонути при кімнатній температурі. Додати цукор і перемішати, допоки добре не змішається.
- Подавати чурі можна відразу або зберігати у герметичній тарі протягом 2-3 днів.

## Чурі Роза
Багато мусульман Субконтиненту святкують останню середу ісламського місяця Сафар, постячись, приймаючи душ і відкриваючи піст із солодкого Чурі. Цей метод нібито приписують Сунні, але майже кожна ісламська секта вважає це Біда (тобто інновація в релігії). Але все ж практика використовується переважно в селах цих країн. Одружені жінки їдуть до будинку своїх батьків, щоб там з'їсти Хурі та принести трохи для сім'ї свого чоловіка.